# Johanna Schubert

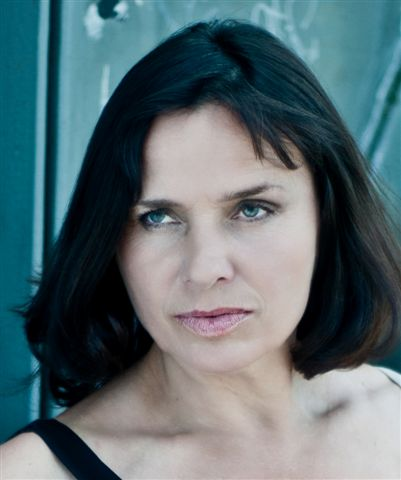
Johanna Schubert (2011)

Johanna Schubert (* 16. Dezember 1963 in Gerolzhofen, Bayern) ist eine deutsche Schauspielerin.

## Leben
Nach dem Schauspielstudium am Wiener Max Reinhardt Seminar spielte sie an Theatern in Dortmund, Köln, München, Würzburg und Coburg. Sie hatte Filmrollen unter anderem in Die zweite Heimat – Chronik einer Jugend von Edgar Reitz. Johanna Schubert lebt in München.

## Filmografie
- 1992: Die zweite Heimat (Fernsehserie, 2 Folgen)
- 1992:	Wie würden Sie entscheiden?
- 1992:	Wir Enkelkinder, Regie: Bruno Jonas
- 1992: Verirrt, Regie: Karin Köster
- 1993: Marienhof (Fernsehserie, 1 Folge)
- 1994: Der Fahnder (Fernsehserie, 1 Folge)
- 1994: Schloß Hohenstein (Fernsehserie, 1 Folge)
- 1996: SOKO 5113 (Episodenhauptrolle), Regie: Thomas Nikel
- 1995: Tatort: Tod eines Auktionators, Regie: Erwin Keusch
- 1997:	Der Fahnder (Fernsehserie, 1 Folge)
- 1996: Lindenstraße (Fernsehserie, 1 Folge)
- 1997:	Roter Tango (Abschlussfilm HFF München), Regie: Henriette Kaiser
- 1998:	Night Windows (Hauptrolle), HFF München, Regie: Jan F. Fuchssteiner
- 1999:	Kanal 4 (Hauptrolle), Regie: Marc O Seng
- 1999:	Vorsicht Falle!, Regie: Kurt Hieber
- 2007: Vorne ist verdammt weit weg, Regie: Thomas Heinemann
- 2007: Dahoam is Dahoam, Regie: Peter Zimmermann
- 2008: Der Mann, dem die Frauen vertrauten – Der Serienmörder Horst David (Doku-Drama), Regie: Walter Harrich
- 2010:	Männer lügen nicht (TV-Spielfilm), Regie: Bettina Woernle (nicht im Abspann)

## Theater
- 1984: Stadttheater Luzern, Blick zurück im Zorn von John Osborne (Helena), Regie: Christoph Benkelmann
- 1985–1988: Stadttheater Dortmund
  - Platonow, Anton Tschechow (Sascha), Regie: Annegret Ritzel, eingeladen zum Theatertreffen Berlin 1988
  - Affabulazione oder Der Königsmord, Pier Paolo Pasolini (Das Mädchen), Regie: Guido Huonder
  - Was ist an Tolen so sexy?, Anne Jellicoe (Nancy – weibliche Hauptrolle), Regie: Klaus Kusenberg
  - Wer hat Angst vor Virginia Woolf?, Edward Albee (Putzi), Regie: Guido Huonder
  - Vorsicht, Trinkwasser!, Woody Allen (Susan – weibliche Hauptrolle), Regie: Jost Krüger
- 1988–2000: als freie Schauspielerin
  - 1988: Contra-Kreis-Theater, Bonn, Big Love, Barillet und Gredy (Lorraine), Regie: Charles Regnier
  - 1989: Teamtheater, München, Frohe Feste, Alan Ayckbourn (Jane), Regie: Volker Maria Arend
  - 1990: Stadttheater Augsburg, Weinzwang (Uraufführung), Benno Hurt (Judy), Regie: Dieter Goertz
  - 1990: Theater Pasinger Fabrik, München, Fräulein Julie, August Strindberg (Julie), Regie: Karl-Wolfgang Brenner
  - 1991: Theater Die Insel, Karlsruhe, Tartuffe, Molière (Elmire), Regie: Kiumars Scharafat
  - 1993: Theater in der Basilika, Hamburg, Theaterfestival Karlstadt, Zimmer frei!, Markus Köbeli (Glotz – Hauptrolle), Regie: Markus Heinzelmann
  - 1994: Theater Rechts der Isar, München, Frauen, Frust und Fruchtbarkeit, Tony Dunham (Jane – Hauptrolle), Regie: Tony Dunham
  - 1995: Theater Links der Isar, München, Phil Noir, Tony Dunham (Schöne Frau – Hauptrolle), Regie: Tony Dunham
  - 1996: Bühnen der Stadt Köln, Das sind sie schon gewesen, die besseren Tage, Andreas Marber (Gundula – weibl. Hauptrolle), Regie: Traugott Buhre
  - 1998: Schillertheater-Werkstatt, Berlin, Karrieren der Großstadt, Textcollage, Regie: Elke Petri
  - 2000: Theater Belacqua Open Air, Wasserburg, Was ihr wollt,  William Shakespeare (Olivia), Regie: Gerry Mierbeth
- 2001–2004: Mainfranken Theater Würzburg
  - Piaf, Pam Gems (Toine), Regie: Hanfried Schüttler
  - Singin’ in the Rain, Betty Comden / Adolph Green (Lina Lamont – Hauptrolle), Regie: Ernst Buder
  - Bella (Uraufführung), Anna Cron (Bella – Hauptrolle), Regie: Beatrix Bühler
  - Von Haus zu Haus, James Sherman (Bessie – Hauptrolle), Regie: Kathrin Aissen
  - Lulu, Frank Wedekind (Gräfin Geschwitz), Regie: Hanfried Schüttler
- 2005: Theater Halle 7, München, Geschichten vom alltäglichen Wahnsinn, Petr Zelenka (Silvie), Regie: Mario Andersen
- 2008–2010: Landestheater Coburg
  - Männer und andere Irrtümer, Michèle Bernier/Marie Pascale Osterrieth (Solostück), Regie: Reinhardt Friese
  - Gespenster, Henrik Ibsen (Helene Alving), Regie: Karin Bares
  - Der Kaufmann von Venedig, William Shakespeare (Nerissa), Regie: Malte Kreutzfeldt
- 2013 Theater Pepper, München
  - Und die Hölle nicht mehr sein (Die Bürgschaft) Regie: Johanna Schubert
- 2010–2016 Tourneetheater Dine&Crime
  - Candellightkillers (Lena, weibl. Hauptrolle) Regie: Ursula Berlinghof
  - Murder in the Abbey St. Benefizius (Mayoress) Regie: Werner Gawlik
  - Das Geheimnis von Ponte dell´Olio (Guisi) Regie: Werner Gawilik
- 2017 Theater Blaue Maus, München
  - Aurora übernehmen Sie (Aurora, Solostück) Regie: Angelika Sedlmeier